# Bánsági Üzenet
Bánsági Üzenet a Román Népköztársaság (RNK) Írószövetsége temesvári fiókjának kiadványa 1957-ben.
Szerkesztőbizottsága: Anavi Ádám, Franyó Zoltán, Ifjabb Kubán Endre, Szász Márton. Temesvári és aradi tollforgatók kéziratait közölte, köztük Bácski György, Bálint László (Izsák László), Csermői Pál, Debreczeni István, Drégely Ferenc, Ernyes László, Erdély Izolda, Farkas Tibor, Hadobás István, Károly Sándor, Serestély Béla, Rózsa Alice verseit, elbeszéléseit, szatíráit, tanulmányait. Temesvári és aradi szerzők tolmácsolásában több román, német, szerb és szovjet költőtől is bő válogatást adott.